# 收成镇
收成镇，是中华人民共和国甘肃省武威市民勤县下辖的一个乡镇级行政单位。
2016年，甘肃省民政厅批复同意撤销收成乡，设立收成镇。

## 行政区划
收成镇下辖以下地区：
兴隆村、丰庆村、珍宝村、流裕村、永丰村、泗湖村、中和村、礼智村、附智村、兴圣村、天成村、宙和村、盈科村、中兴村和黄岭村。